# Daedalea flavida
Daedalea flavida är en svampart som beskrevs av Lév. 1844. Daedalea flavida ingår i släktet Daedalea och familjen Fomitopsidaceae.   Inga underarter finns listade i Catalogue of Life.